# 紅嘴樹鴨
紅嘴樹鴨（Dendrocygna autumnalis）是分佈在美國南端及中美洲熱帶至南美洲中南部的樹鴨屬。

## 特徵
紅嘴樹鴨長48-53厘米，頭部、喙及雙腳都很長。牠們的喙是紅色的，頭部呈淡灰色，身體大部份、頸背及冠都呈栗褐色，腹部及尾巴是黑色的。面部及上頸是灰色的，有很幼及白色的眼環。牠們雙翼的第一飛羽是黑色的，而第二飛羽是白色的，在飛行時特別顯眼，翼底褐色。雄鳥及雌鳥相似，雛鳥的喙是灰色的，腹部顏色也不明確。
紅嘴樹鴨的顏色及外型特別，很難與其他鳥類混淆。其色帶在所有樹鴨屬是獨有的，但在地上時，這道色帶則像一般的水鳥。草黃樹鴨是唯一與紅嘴樹鴨同域且有類似的色帶，但其翼及腹部分別是黑色及淺色的。紅嘴樹鴨的雛鳥與白臉樹鴨的雛鳥也有點相似，但白臉樹鴨雛鳥的喙是較深色的，且在翼上沒有白色的斑紋。

## 亞種
紅嘴樹鴨有兩個亞種：

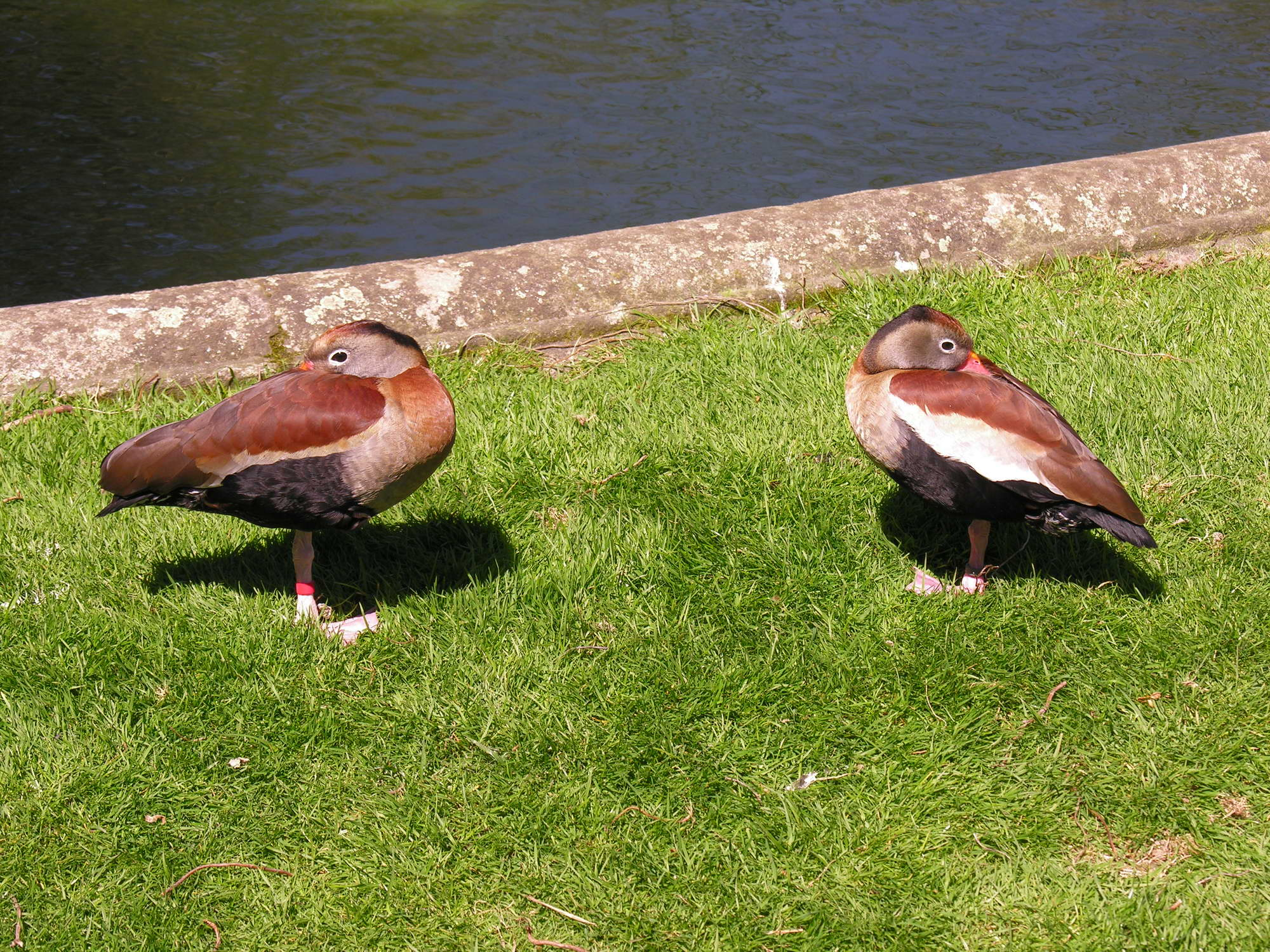
南方亞種。

- D. a. autumnalis：北方亞種，分佈在美國南部至巴拿馬。較為大型，胸部及上背部呈褐色。
- D. a. discolor：南方亞種，分佈在巴拿馬至巴拉圭及周邊地區。[2]較為細小，胸部及上背部呈灰色。

## 生態
紅嘴樹鴨是很普遍的物種。牠們是高度群居的，在非繁殖季節會組成一大群生活。牠們除了一些地區性的移動外，主要都是留鳥。牠們會在空心的樹中築巢，棲息在淺淡水池、湖、沼澤、農地或水塘。牠們主要是在夜間覓食，吃種子及植物的其他部份。

### 食性

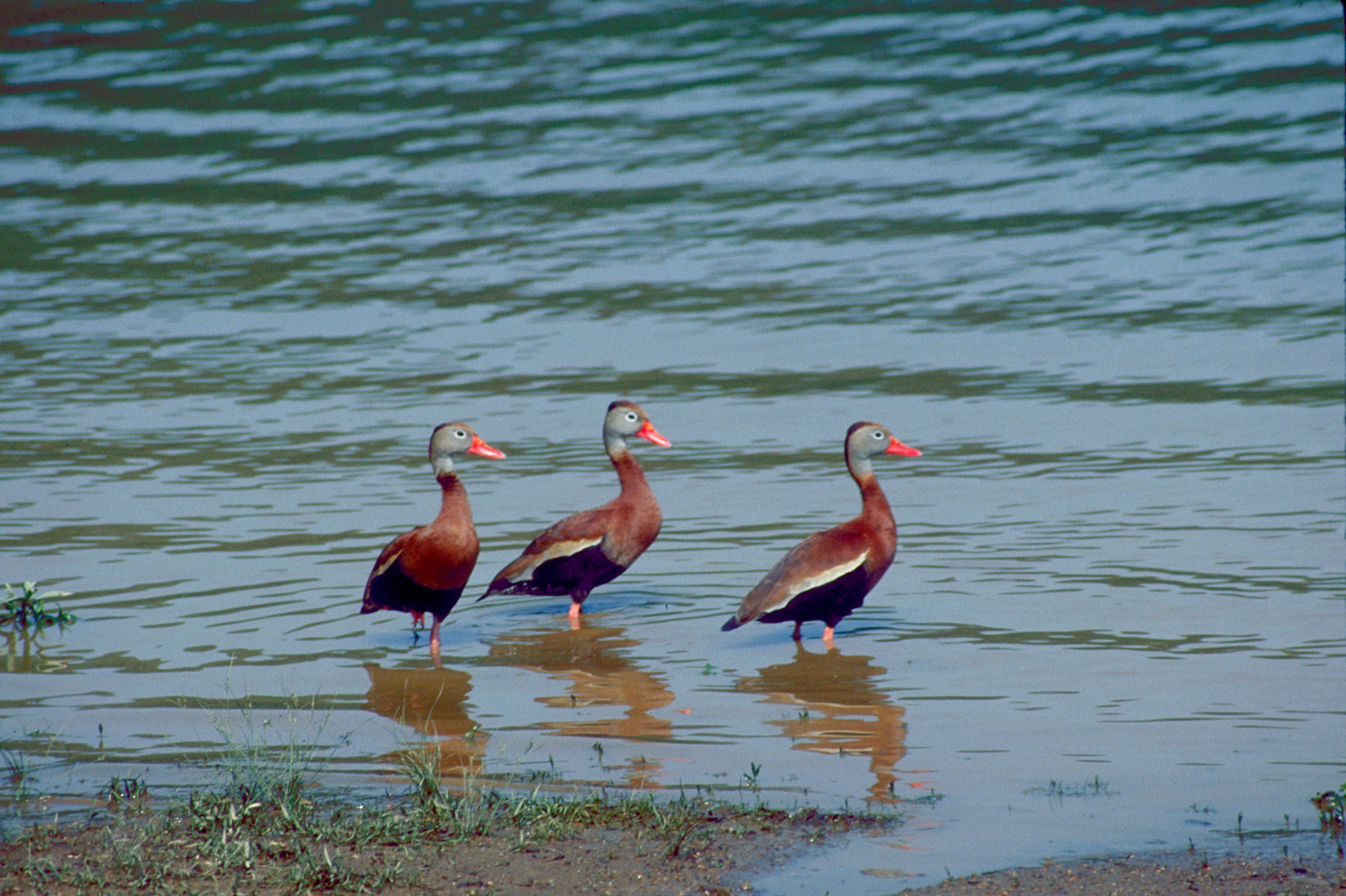
正在涉水的紅嘴樹鴨。

紅嘴樹鴨是在夜間覓食，主要吃植物、甲殼類及水中的無脊椎動物。牠們會涉水來吃水中的植物，也會到田間吃種子及翻土時出現的無脊椎動物。

### 遷徙
紅嘴樹鴨主要是留鳥。在其北端分佈地的群族，如在亞利桑那州、路易斯安那州及部份德克薩斯州，會在冬天向南遷徙。其他群族也會在冬天成群的出沒，但並非遷徙。

### 繁殖
紅嘴樹鴨是忠於一夫一妻制的，一般會一同生好幾年。雄鳥及雌鳥會分擔孵化至餵養雛鳥的工作。牠們喜歡在空心樹中築巢，但有時也會在地上築巢。牠們也會到煙囪、棄置的建築物、巢箱等築巢。雛鳥在孵化後兩天就可以離開巢穴，並能自行覓食，最多會與父母同住8個星期。

## 保育狀況
紅嘴樹鴨並沒有受到威脅，估計數量超過150萬隻，且很穩定或在增長中。於20世紀下半葉，牠們的分佈地大幅擴張，並從巢箱的設置中獲得好處。於過往30年，牠們的數量都有明顯的增長。

## 外部連結
- Internet Bird Collection （页面存档备份，存于）
- 红嘴树鸭的图片